# Österreichische Eisenbahn-Verkehrs-Anstalt
Die Oesterreichische Eisenbahn-Verkehrs-Anstalt AG, als OEVA abgekürzt, war eine österreichische Waggonleih- und Beteiligungsgesellschaft.

## Geschichte
Die Anfänge der OEVA reichen bis ins Jahr 1872 zurück. In diesem Jahr wurde mit der Erste Eisenbahnwagen-Leihgesellschaft AG in Wien die erste Waggonleihanstalt der Welt gegründet. Im Februar (nach anderen Angaben am 5. Mai) 1892 entstand aus diesem Unternehmen die Oesterreichische Eisenbahn-Verkehrs-Anstalt, welche ihren Betrieb mit 459 Waggons, zumeist Spezialwagen wie Kesselwagen oder Weinwaggons, aufnahm.
Bereits einige Jahre später war das Unternehmen über die Tochterfirma Gesellschaft für elektrische Industrie an der Gründung des Elektrotechnikunternehmens ELIN beteiligt. Die Gesellschaft für elektrische Industrie betrieb zudem mehrere Wasserkraftwerke im Westen Österreichs. Die OEVA wuchs zu einer der größten Waggonleihfirmen der Welt heran und besaß 1913 einen Wagenpark von 5.678 Fahrzeugen. Zu dieser Zeit war das Unternehmen bereits an zahlreichen anderen Firmen beteiligt, darunter einer Waggonfabrik in St. Petersburg, Waggonleihanstalten in Italien und Frankreich, Bahngesellschaften in Böhmen, Mähren und Ungarn sowie den Wiener Lokalbahnen. Gegen Ende des Ersten Weltkrieges, der dem Unternehmen herbe Verluste bereitete, übernahm die OEVA am 1. Jänner 1918 die Lokomotivfabrik Krauss & Comp. in Linz an der Donau.
1920 erwarb die OEVA die Aktienmehrheit der Lokomotivfabrik Krauss & Comp. in München und war 1923 Mitbegründerin der ersten österreichischen Fluglinie ÖLAG. 1927/28 finanzierte die OEVA den Bau der Seilschwebebahn auf die Bürgeralpe in Mariazell. In den 1920er Jahren machte dem Unternehmen vor allem die geringe Auslastung seiner beiden Lokomotivfabriken zu schaffen, die sich erst gegen Ende dieses Jahrzehnts etwas besserte. 1930 wurde Krauss-München mit großem Gewinn an ein deutsches Konsortium unter Führung der Deutschen Bank verkauft, während Krauss-Linz im Zuge der Konzentrierung der österreichischen Eisenbahnindustrie an die Lokomotivfabrik Floridsdorf verkauft und kurz darauf geschlossen wurde.
Bis 1938 war Franz Georg Strafella ein Mitglied des Vorstandes. 1939 betrugen die Aktiven der OEVA rund 13.739.000 Reichsmark. Das Unternehmen existierte auch während der Zeit des Nationalsozialismus unter diesem Namen, befand sich jedoch offenbar im Besitz einer deutschen Treuhandgesellschaft.
Im Jahr 2002 übernahm die deutsche VTG AG die Aktivitäten der australischen Brambles-Gruppe in Europa, in der mittlerweile auch die OEVA aufgegangen war. Sie firmierte zuletzt als Österreichische Eisenbahn-Verkehrs-Anstalt GmbH.